# دامي إيم
دامي إيم (Dami im) من مواليد 17 أكتوبر 1988.هي مغنية وكاتبة أغاني كورية_أسترالية فائزة بالنسخة الخامسة من مسابقة ذا إكس فاكتور أستراليا.

## روابط خارجية
- دامي إيم على موقع IMDb (الإنجليزية)
- دامي إيم على موقع ميتاكريتيك (الإنجليزية)
- دامي إيم على موقع ميوزك برينز (الإنجليزية)
- دامي إيم على موقع أول ميوزيك (الإنجليزية)
- دامي إيم على موقع ديسكوغز (الإنجليزية)
- دامي إيم على موقع قاعدة بيانات الفيلم (الإنجليزية)